# Abdelmoumene Djabou
Abdelmoumene Djabou (arabisch عبد المؤمن جابو, DMG ʿAbd al-Muʾmin Ǧābū; * 31. Januar 1987 in Sétif) ist ein algerischer ehemaliger Fußballspieler. Er war auch für die algerische Nationalmannschaft aktiv. Er spielte meist als Spielmacher und auf den offensiven Außenbahnen.

## Werdegang

### Vereinskarriere
Djabou begann seine fußballerische Karriere bei ES Sétif, für die er in der Saison 2004/05 erstmals zu Liga-Einsätzen kam. Nachdem er in der Saison 2006/07 an den MC El Eulma ausgeliehen worden war, folgte im September 2008 eine weitere Leihe zum FC Sion. Wegen von Lizenzproblemen kam er dort allerdings zu keinem Ligaeinsatz, weswegen er bereits einen Monat später nach Sétif zurückkehrte. Im Januar 2009 wechselte er per Leihe nach Algier zu USM El Harrach, bei denen ihm letztendlich der sportliche Durchbruch gelang.
Nach seiner Rückkehr im Sommer 2010 avancierte sich Djabou zum Führungsspieler bei ES Sétif und wurde mit dem Verein in der Saison 2011/12 algerischer Meister und Pokalsieger. In den Saisons 2010/11 und 2011/12 wurde er jeweils zum besten Spieler der algerischen Liga gewählt.
Im Juli 2012 wechselte er nach Tunesien zum Club Africain Tunis, bei dem er einen Vertrag bis Juni 2015 unterschrieb.

### Nationalmannschaft
Im September 2010 wurde Djabou erstmals in den Kader der algerischen Nationalmannschaft berufen. Er debütierte schließlich am 17. November 2010 in einem Freundschaftsspiel gegen Luxemburg. In der Folge musste er einige Länderspielreisen verletzungsbedingt absagen, weswegen er erst am 26. März 2013 im WM-Qualifikationsspiel gegen den Benin erneut zu einem Länderspieleinsatz kam. Seinen ersten Länderspieltreffer erzielte er am 14. August 2013 in einem Freundschaftsspiel gegen Guinea. Bei der Fußball-Weltmeisterschaft 2014 in Brasilien erzielte Djabou das 3:0 im Gruppenspiel gegen Südkorea (Endstand 4:2) und den 1:2-Anschlusstreffer im Achtelfinale gegen Deutschland.

## Spielweise
Djabou gilt als schneller, technisch sehr versierter Spieler. Aufgrund seiner Beidfüßigkeit kann er auf der rechten und der linken Außenbahn und auch als Spielmacher eingesetzt werden. Aufgrund seiner Körpergröße von 1,64 Meter und seiner spielerischen Ähnlichkeit wird er von den Medien häufig als der „algerische Messi“ bezeichnet.